# ノルウェーと欧州連合の関係
本項は、ノルウェーと欧州連合の関係（ノルウェーとおうしゅうれんごうのかんけい）について書かれたものである。元々ノルウェーは欧州連合（EU）の加盟国でないが、1994年に設立された欧州経済領域（EEA）のメンバーシップを通じて、EUと関係がある。ノルウェーは、EUの前身である欧州経済共同体（EEC）に対抗して1960年に設立された欧州自由貿易連合（EFTA）の創設メンバーである。 ノルウェーはEECと欧州連合の両方への参加を検討していたが、1972年と1994年の国民投票に続いて加盟を辞退することとなった。2018年に実施された欧州社会調査によると、ノルウェー人の73.6 %が国民投票でEUに参加することを「反対」と答えている。 ノルウェーには、EU加盟国であるフィンランドとスウェーデンと国境を有している。 

## 双方の比較
|                | 欧州連合 | ノルウェー                                  |
| -------------- | --- | ------------------------------------------- |
| 人口           | 447,206,135 | 5,367,580                                   |
| 領域           | 4,324,782 km2 (1,669,808 sq mi) | 385,207 km2 （148,729平方マイル）           |
| 人口密度       | 115 / km2 （300 /平方マイル） | 13.9 / km2 （36.0 /平方マイル）             |
| 首都           | ブリュッセル（事実上） | オスロ                                      |
| グローバル都市 | パリ、アムステルダム、ミラノ、フランクフルト、マドリッド、ブリュッセル、ワルシャワ、ストックホルム、ウィーン、ダブリン、ルクセンブルグ、ミュンヘン、リスボン、プラハ                                                                                   | なし                                        |
| 政府           | 欧州条約に基づく超国家的な議会制民主主義 | 単一議会立憲君主制                          |
| 最初のリーダー | ジャン・モネ高官 | ホーコン7世                                 |
| 現在のリーダー | シャルル・ミシェル理事会議長 ウルズラフォンデアライエン委員会委員長 | モナークハラルドV エルナ・ソルベルグ首相    |
| 公用語         | 24の公式言語、そのうち3つは「手続き型」（英語、フランス語、ドイツ語） | ノルウェー語、サーミ語                      |
| 主な宗教       | 72 %のキリスト教（48 %のローマカトリック、12 %のプロテスタント、 8 %東方正教会、4 %その他のキリスト教）、 23 %非宗教、3 %その他、2 %イスラム教 | 82 %クリスチャン、 13 %非宗教的、 5 %その他 |
| 民族グループ   | ドイツ人（約8300万人）、 フランス人（約6700万人）、 イタリア人（約6000万人）、スペイン人（約4700万人）、ポーランド人（約4600万人）、 ルーマニア人（約1600万人）、オランダ人（約1300万人）、ギリシャ人（約1100万人）、 ポルトガル語（約1100万）、その他 | 86.2 %ノルウェー語、13.8 %非ノルウェー語    |
| GDP（名目）    | 16.477兆ドル、1人あたり31,801ドル | 4430億ドル、一人当たり82,711ドル            |

## 貿易
ノルウェーの貿易はEUによって占められており、EUの5番目に重要な輸入相手国である。ノルウェーからEUへの貿易は2008年に918.5億ユーロに達し、その内訳は主にエネルギー供給であった（製造製品は14.1 %のみ）。 EUのノルウェーへの輸出は、主に工業製品を中心に435.8億ユーロに上る。